# Lista de vulcões das Ilhas Wallis
Esta é uma lista de vulcões ativos e extintos.
| Nome   | Elevação | Elevação | Localização           | Última erupção |
| Nome   | metros   | pés      | Coordenadas           | Última erupção |
| Alofi  | -        | -        | -                     | -              |
| Futuna | 524      | -        | -                     | -              |
| ʻUvea  | 143      | 469      | 13° 18′ S, 176° 10′ O | Holocene       |